# Вулягменско езеро
Вулягменското езеро (на гръцки: Λίμνη Βουλιαγμένης) е малко езеро със слабосолена (бракична) вода, подхранвано едновременно от Егейско море и от сладководен извор. Намира се във Вулягмени, крайбрежно предградие на Атина, между южните склонове на планината Имитос и Егейско море.
Езерото е било част от пещера, чийто свод е пропаднал преди около 2000 г. Пещерни тунели с дължина поне 3123 м продължават под водата и под варовиковия масив на Имитос. 
Температурата на водата варира между 18 °C и 29 °C., а солеността е 14,5 – 18 psu. Заради топлата вода и високото съдържание на сероводород, от края на 19 век езерото функционира като място за спа.
Езерото е част от защитена зона от Натура 2000. То е единственото обиталище на Paranemonia Vouliagmeniensis, защитен вид актиния.